# Battaglia di Cabo Ortegal
La battaglia di Cabo Ortegal fu l'atto finale della campagna di Trafalgar, e fu combattuta tra uno squadrone della Royal Navy e quello che restava della flotta francese distrutta poco prima nella battaglia di Trafalgar. Si svolse il 4 novembre 1805 al largo di Cabo Ortegal, in Spagna nordoccidentale e vide il capitano Richard Strachan sconfiggere e catturare uno squadrone francese guidato dal retroammiraglio Pierre Dumanoir le Pelley.
Dumanoir aveva comandato l'avanguardia a Trafalgar, ed era riuscito a fuggire subendo relativamente pochi danni. Inizialmente cercò di proseguire la missione della flotta ed entrare nel mar Mediterraneo, ma spaventato dalla presenza di potenti flotte britanniche cambiò idea e si diresse a nord nel tentativo di aggirare la Spagna e raggiungere i porti francesi nell'Atlantico. Durante il viaggio incrociò due fregate britanniche che respinse, per poi trovarne un'altra e dedicarsi al suo inseguimento. Questa fregata condusse Dumanoir nel raggio d'azione dello squadrone britannico capitanato da Strachan, il quale stava pattugliando l'area alla ricerca di un altro squadrone francese. Strachan iniziò subito l'inseguimento, mentre Dumanoir fuggì. Lo squadrone di Strachan ebbe bisogno di tempo per riordinarsi, ma fu capace di utilizzare le fregate per rallentare i francesi, in attesa che le navi più grandi fossero pronte allo scontro.
Seguirono molte ore di combattimento furioso, prima che Strachan riuscisse a sconfiggere il nemico e raddoppiare la potenza della sua flotta impadronendosi delle navi francesi. Le quattro navi furono ricondotte in Gran Bretagna come bottino di guerra, ed assegnate alla Royal Navy. Strachan ed i suoi uomini furono festeggiati da una folla che vedeva in questo successo il coronamento della vittoria di Horatio Nelson a Trafalgar.

## Preludio

### Fuga di Dumanoir
Quattro vascelli francesi si trovavano alla testa della flotta fuggita dalla battaglia di Trafalgar e comandata dal retroammiraglio Pierre Dumanoir le Pelley, e navigavano verso sud. L'iniziale intenzione di Pelley era quella di rispettare l'ordine di Villeneuve e fare rotta per Tolone. Il giorno dopo la battaglia cambiò idea, ricordando che un potente squadrone britannico comandato dal retroammiraglio Thomas Louis stava pattugliando lo stretto di Gibilterra. Con una tempesta in azione al largo della costa spagnola, Pelley navigò verso ovest per doppiare Cabo de São Vicente, prima di dirigersi a nordovest e poi ad est attraverso il golfo di Biscaglia, con l'intenzione di raggiungere il porto francese di Rochefort. Il suo squadrone aveva una forza ancora consistente, avendo subito poche perdite a Trafalgar. Scappando da Trafalgar la nave ammiraglia di Dumanoir, la Formidable, aveva gettato a mare 12 cannoni per poter alleggerire il carico ed accelerare. Dumanoir doppiò Cabo de São Vicente il 29 ottobre e si diresse verso Île-d'Aix, entrando nel golfo di Biscaglia il 2 novembre.

### Baker avvista i francesi
Nella baia erano già presenti numerose navi e squadroni britannici, alla ricerca di navi francesi. Zacharie Allemand, comandante dello squadrone Rochefort, era salpato dal porto nel luglio 1805 e stava navigando nell'Atlantico assalendo navi britanniche. Una delle navi britanniche in esplorazione era la HMS Phoenix con 36 cannoni, comandata dal capitano Thomas Baker. Baker aveva l'ordine di pattugliare ad ovest delle isole Scilly, ma alla fine di ottobre ricevette da numerose navi mercantili la notizia dell'avvistamento dello squadrone di Allemand nel golfo di Biscaglia. Baker lasciò subito la sua postazione e si diresse a sud, giungendo alla latitudine di Capo Finisterre il 2 novembre, proprio quando Dumanoir stava entrando nel golfo. Baker vide quattro vascelli fare rotta nord-nordovest alle 11:00, e subito gli diede la caccia. Le navi, che Baker credeva far parte dello squadrone Rochefort ma che erano in realtà quelle di Dumanoir, apparvero a mezzogiorno ed iniziarono ad inseguire la Phoenix che fuggì a sud. Baker sperava di attirare i francesi nel raggio di azione dello squadrone britannico del capitano Richard Strachan che sapeva essere in zona.
Baker rimase davanti agli inseguitori francesi, ed alle 15:00 vide quattro navi dirette a sud. Gli uomini di Dumanoir le avevano già viste e si stavano dirigendo ad est, mentre Baker, non più inseguito, tenne sotto osservazione i francesi. Avendo accertato forza e posizione dei francesi, Baker riprese la navigazione a sudest, facendo sparare i cannoni e segnalandosi alle quattro navi che aveva visto e credeva essere britanniche. Dumanoir si era già scontrato con i britannici, avendo dato la caccia a due fregate, la HMS Boadicea da 38 cannoni del capitano John Maitland e la HMS Dryad da 36 cannoni del capitano Adam Drummond. La Boadicea e la Dryad videro la Phoenix e si diressero a sud alle 20:45, segnalandosi a Baker. Baker era sospettoso riguardo a queste nuove navi, trovandosi tra loro ed i francesi, e proseguì la navigazione a sud. Fu chiaro alla Boadicea ed alla Dryad che una grossa forza si stava raggruppando, dato che la Phoenix si stava avvicinando a quattro vascelli, e tre altre navi erano segnalate nelle vicinanze. Alla fine si portarono a tre chilometri dalla nave più ad ovest, la HMS Caesar da 80 cannoni, senza però ricevere risposta ai segnali, ed allontanandosi alle 22:30 dopo aver perso di vista francesi e britannici, non partecipando quindi alla battaglia.

## Strachan inizia l'inseguimento
Alle 23:00 Baker aveva raggiunto le navi, e passando sotto la poppa della Caesar ricevette la conferma che si trattava dello squadrone di Strachan come inizialmente ipotizzato. Baker informò Strachan di aver avvistato parte dello squadrone di base a Rochefort sottovento, e Strachan decise subito di cercare lo scontro. Lo squadrone di Strachan era sparpagliato, e dopo aver salpato per intercettare i francesi inviò Baker a fare il giro delle navi ordinandogli di sostenerlo. Lo squadrone di Strachan era composto dalla Caesar, la Hero, la Courageux, la Namur e la Bellona, e dalle fregate Santa Margarita e Aeolus. Strachan iniziò l'inseguimento utilizzando solo la Caesar, la Hero, la Courageux e la Aeolus, ed inseguì i francesi giungendo da nordovest prima di perderli a causa del brutto tempo verso l'1:30. Ammainarono le vele in attesa del resto dello squadrone; all'alba del 3 novembre giunse la Santa Margarita. La caccia iniziò presto, ed alle 7.30 fu avvistato Cabo Ortegal, 36 miglia a sudest. Le navi francesi furono riavvistate ale 9:00, ed alle 11:00 le prime navi britanniche videro a poppa la Namur e la Phoenix, ed accelerarono per raggiungerle. Con loro c'era un'altra fregata, la HMS Révolutionnaire del capitano Henry Hotham che si era imbattuta per caso nell'inseguimento. La caccia proseguì per tutto il giorno e la notte, finché le più veloci Santa Margarita e Phoenix precedevano di molto la forza britannica. La Bellona non riuscì a riunirsi allo squadrone, e non partecipò alla battaglia.

## Scontro
La battaglia iniziò alle 5:45 del 4 novembre, quando la Santa Margarita si avvicinò alla poppa dell'ultima nave francese, la Scipion, ed aprì il fuoco subito seguita dalla Phoenix alle 9:30. A questo punto i francesi stavano navigando grosso modo affiancate, con la Phoenix e la Santa Margarita alle calcagna della Scipion. Strachan era circa sei miglia dietro ai francesi con la Caesar, la Hero e la Courageux, accompagnato dalla Aeolus, mentre la Namur e la Révolutionnaire si trovavano a poppa. I britannici continuarono ad inseguire i francesi, mentre la Scipion si scambiava il fuoco con le fregate che la inseguivano. Alle 11:45 con un'azione ormai inevitabile Dumanoir ordinò alle sue navi di disporsi in linea, mentre Strachan disponeva le sue navi avvicinandosi da sopravento alla dritta delle navi francesi.
A mezzogiorno tutte le fregate britanniche erano in azione, pressando la Scipion a babordo, mentre la Namur si era quasi unita alle altre navi in linea che stavano bombardando la dritta della nave francese più arretrata. Dumanoir aveva ordinato alle proprie navi di virare in successione alle 11:30, in modo che la sua nave principale, la Duguay-Trouin, si trovasse a sostenere il centro. La Duguay-Trouin si mosse per obbedire al segnale alle 12:15, e la linea francese iniziò a girare attorno ai vascelli britannici, oltrepassandoli. Dumanoir aveva pianificato questa manovra per le 8:00 del mattino, ma l'ordine era stato ritirato prima dell'esecuzione. Le due linee si sfiorarono, e Dumanoir scoprì che Strachan aveva raddoppiato la propria linea con le fregate su un lato e i vascelli sull'altro. Le sue navi subirono gravi danni quando le due linee britanniche e quella francese si avvicinarono, e Dumanoir cercò di isolare la Namur prima che potesse unirsi alle linea britannica. I danni subiti dalle sue navi le rendevano lente e non governabili, e Strachan fu abile ad ordinare alle sue navi di virare su sé stesse, in modo da tenersi vicine ai francesi mentre la Namur si univa alle altre navi. Sotto il pesante fuoco delle fregate sulla dritta, e con i vascelli a babordo, le navi francesi furono danneggiate ed alle 15:10 la Scipion e la Formidable erano obbligate ad ammainare le bandiere. Capendo il loro destino, la Mont Blanc e la Duguay-Trouin cercarono di fuggire ma furono intercettate dalla Hero e dalla Caesar e catturate alle 15:35.

## Conseguenze
Il trionfo di Strachan completò la disfatta dei francesi che Horatio Nelson aveva iniziato a Trafalgar. Con le quattro navi catturate a Cabo Ortegal, restavano solo cinque navi della flotta che aveva combattuto con Nelson, e tutte furono bloccate a Cadice. Le quattro navi catturate furono condotte in Gran Bretagna ed assegnate alla Royal Navy, mentre gli equipaggi furono imprigionati. Una delle navi, la ex Duguay-Trouin, rimase al servizio inglese per i successivi 144 anni con il nome di HMS Implacable. Gli equipaggi britannici che combatterono a Cabo Ortegal furono inseriti tra quelli ricompensati per la vittoria a Trafalgar. Il capitano Richard Strachan fu promosso retroammiraglio, mentre tutti i tenenti divennero comandanti. Oltre a questo a Strachan fu assegnato l'Ordine del Bagno, ed i suoi capitani ricevettero medaglie d'oro.
Dumanoir fu meno fortunato dell'avversario. Assieme agli altri ufficiali francesi fu alloggiato a Tiverton, dove godettero di alcune libertà e dove gli fu chiesto solo di restare all'interno dell'area delimitata dalle barriere di ingresso delle strade a pedaggio dopo le 20:00 in estate e dopo le 16:00 in inverno. Mentre si trovava qui scrisse a The Times per protestare contro i commenti poco lusinghieri riguardanti la sua condotta a Trafalgar. Fu liberato nel 1809 e fece ritorno in Francia, dove dovette affrontare due processi, uno per la condotta a Trafalgar e l'altro per la sconfitta di Cabo Ortegal. Nel primo fu accusato di aver disobbedito agli ordini di Villeneuve, non sostenendo l'ammiraglio fuggendo invece di combattere. Dopo l'esame di varie prove, Dumanoir fu assolto da ogni accusa. Nel secondo processo Dumanoir fu accusato di aver rinunciato allo scontro con Strachan quando era ancora disorganizzato la mattina del 4 novembre, preferendo la fuga. La corte decise che era stato troppo indeciso. Il verdetto fu approvato dal ministro della marina, Denis Decrès, nel gennaio del 1810 ma lo stesso Decrès esitò ad ordinare una corte marziale. Napoleone voleva trasformare Dumanoir in un esempio, ma Decrès cercò di difenderlo, e quando istituì la corte marziale su insistenza di Napoleone Bonaparte i suoi ordini furono vaghi, ed infine Dumanoir e gli altri capitani furono assolti.

## Ordine di battaglia
| Squadrone del capitano Strachan           | Squadrone del capitano Strachan | Squadrone del capitano Strachan | Squadrone del capitano Strachan | Squadrone del capitano Strachan | Squadrone del capitano Strachan | Squadrone del capitano Strachan | Squadrone del capitano Strachan | Squadrone del capitano Strachan | Squadrone del capitano Strachan | Squadrone del capitano Strachan |
| Nave                                      | Rango                           | Cannoni                         | Marina                          | Comandante                      | Perdite                         | Perdite                         | Perdite                         | Note                            |                                 |                                 |
| Nave                                      | Rango                           | Cannoni                         | Marina                          | Comandante                      | Morti                           | Feriti                          | Totale                          | Note                            |                                 |                                 |
| ----------------------------------------- | ------------------------------- | ------------------------------- | ------------------------------- | ------------------------------- | ------------------------------- | ------------------------------- | ------------------------------- | ------------------------------- | ------------------------------- | ------------------------------- |
| HMS Caesar                                | Terzo rango                     | 80                              |                                 | Capitano Richard Strachan       | 4                               | 25                              | 29                              |                                 |                                 |                                 |
| HMS Hero                                  | Terzo rango                     | 74                              |                                 | Capitano Alan Hyde Gardner      | 10                              | 51                              | 61                              |                                 |                                 |                                 |
| HMS Courageux                             | Terzo rango                     | 74                              |                                 | Capitano Richard Lee            | 1                               | 13                              | 14                              |                                 |                                 |                                 |
| HMS Namur                                 | Terzo rango                     | 74                              |                                 | Capitano Lawrence Halsted       | 4                               | 8                               | 12                              |                                 |                                 |                                 |
| HMS Santa Margarita                       | Quinto rango                    | 36                              |                                 | Capitano Wilson Rathbone        | 1                               | 1                               | 2                               |                                 |                                 |                                 |
| HMS Aeolus                                | Quinto rango                    | 32                              |                                 | Capitano William FitzRoy        | 0                               | 3                               | 3                               |                                 |                                 |                                 |
| HMS Phoenix                               | Quinto rango                    | 36                              |                                 | Capitano Thomas Baker           | 2                               | 4                               | 6                               |                                 |                                 |                                 |
| HMS Révolutionnaire                       | Quinto rango                    | 38                              |                                 | Capitano Henry Hotham           | 2                               | 6                               | 8                               |                                 |                                 |                                 |
| Perdite: 24 morti, 111 feriti, 135 totale |                                 |                                 |                                 |                                 |                                 |                                 |                                 |                                 |                                 |                                 |

| Squadrone del retroammiraglio Dumanoir le Pelley | Squadrone del retroammiraglio Dumanoir le Pelley | Squadrone del retroammiraglio Dumanoir le Pelley | Squadrone del retroammiraglio Dumanoir le Pelley | Squadrone del retroammiraglio Dumanoir le Pelley | Squadrone del retroammiraglio Dumanoir le Pelley | Squadrone del retroammiraglio Dumanoir le Pelley | Squadrone del retroammiraglio Dumanoir le Pelley | Squadrone del retroammiraglio Dumanoir le Pelley | Squadrone del retroammiraglio Dumanoir le Pelley | Squadrone del retroammiraglio Dumanoir le Pelley |
| Nave                                             | Rango                                            | Cannoni                                          | Marina                                           | Comandante                                       | Perdite                                          | Perdite                                          | Perdite                                          | Note                                             |                                                  |                                                  |
| Nave                                             | Rango                                            | Cannoni                                          | Marina                                           | Comandante                                       | Morti                                            | Feriti                                           | Totale                                           | Note                                             |                                                  |                                                  |
| ------------------------------------------------ | ------------------------------------------------ | ------------------------------------------------ | ------------------------------------------------ | ------------------------------------------------ | ------------------------------------------------ | ------------------------------------------------ | ------------------------------------------------ | ------------------------------------------------ | ------------------------------------------------ | ------------------------------------------------ |
| Formidable                                       | Terzo rango                                      | 80                                               | Francia (bandiera)                               | Retroammiraglio Pierre Dumanoir le Pelley        | -                                                | -                                                | ca. 200                                          | Catturata, riutilizzata come HMS Brave           |                                                  |                                                  |
| Scipion                                          | Terzo rango                                      | 74                                               | Francia (bandiera)                               | Capitano Charles Berrenger                       | -                                                | -                                                | ca. 200                                          | Catturata, riutilizzata come HMS Scipion         |                                                  |                                                  |
| Duguay-Trouin                                    | Terzo rango                                      | 74                                               | Francia (bandiera)                               | Capitano Claude Touffet †                        | -                                                | -                                                | ca. 150                                          | Catturata, riutilizzata come HMS Implacable      |                                                  |                                                  |
| Mont Blanc                                       | Terzo rango                                      | 74                                               | Francia (bandiera)                               | Capitano Guillaume-Jean-Noël de Lavillegris      | -                                                | -                                                | ca. 180                                          | Catturata, riutilizzata come HMS Mont Blanc      |                                                  |                                                  |
| Perdite: 730 morti e feriti                      |                                                  |                                                  |                                                  |                                                  |                                                  |                                                  |                                                  |                                                  |                                                  |                                                  |
| Fonti: Adkin, p. 535; Fremont-Barnes, p. 86      |                                                  |                                                  |                                                  |                                                  |                                                  |                                                  |                                                  |                                                  |                                                  |                                                  |

Legenda
- † Ufficiale ucciso in azione o in seguito alle ferite ricevute